# Jeunesse sportive de Kabylie en Supercoupe d'Algérie de football
Cet article traite du parcours de la Jeunesse sportive de Kabylie en Supercoupe d'Algérie. C'est une compétition qui figure à son palmarès et dont sa première participation remonte à l'édition 1992. Elle en est également le deuxième vainqueur du trophée chronologiquement et historiquement.

## Histoire de la Supercoupe d'Algérie
La Supercoupe d'Algérie de football est une compétition récente du football algérien. Il s'agit d'un trophée qui se joue sur une rencontre entre le vainqueur de la Coupe d'Algérie et le Champion d'Algérie de football de première division. La rencontre est toujours domiciliée au Stade du 5 juillet 1962 d'Alger, le stade national d'Algérie, où se déroulent également les finales de Coupe d'Algérie et les rencontres de l'Équipe d'Algérie de football. 
La première apparition de ce trophée date de l'année 1981, elle était organisée par la Fédération algérienne de football et avait lieu en début de saison. Cette édition fut marquée par la victoire du RC Kouba, le premier vainqueur de cette compétition, trois buts à un sur l'USM Alger. Cette compétition se joua activement jusqu'en 1995, date de sa dernière édition, avec un vainqueur différent chaque année. 
En 2006 un riche sponsor, l'entreprise Ring, représentant officiel de Nokia en Algérie, a l'idée de remettre au goût du jour cette compétition, sans doute pour un coup marketing. Cette année n'a pas été choisie par hasard car les tenants des deux titres (Coupe d'Algérie de football et Championnat d'Algérie de football) furent détenues respectivement par le MC Alger et la JS Kabylie, les deux clubs les plus célèbres et les plus titrés du football algérien. Cependant il avait été convenu que ce serait toujours la Fédération algérienne de football qui organiserait la compétition et Ring le sponsor unique. 
Néanmoins après deux nouvelles éditions de cette compétition qui ont vu le MC Alger s'imposer à chaque fois, les éditions suivantes ont été annulées pour diverses raisons, dont la principale concernerait les travaux du Stade du 5 juillet 1962, lieu de la rencontre. Depuis 2007 aucune édition n'a été jouée.

## Parcours de la JS Kabylie en Supercoupe d'Algérie

### Finales de la JS Kabylie
| Année | Match | Vainqueur     | Score                   | Finaliste     |
| ----- | ----- | ------------- | ----------------------- | ------------- |
| 1992  | 01    | JS Kabylie    | 0 - 0 (4 - 2 aux T.A.B) | MC Oran       |
| 1994  | 02    | US Chaouia    | 1 - 0                   | JS Kabylie    |
| 1995  | 03    | CR Belouizdad | 1 - 0                   | JS Kabylie    |
| 2006  | 04    | MC Alger      | 2 - 1                   | JS Kabylie    |
| 2008  | 05    | JS Kabylie    | Annulée                 | JSM Béjaïa    |
| 2021  | 06    | JS Kabylie    | Annulée                 | CR Belouizdad |

À noter également, pour être complet, que les éditions 2008 et 2021 fut annulées. De ce fait la JS Kabylie ne participa donc qu'à quatre finales sur six possibles.
Elle détient le record du plus grand nombre de participations à cette compétition, avec cinq finales disputées.

### Bilan de JS Kabylie en Supercoupe d'Algérie
Autre particularité intéressante concernant la JSK, malgré son palmarès exceptionnel en championnat d'Algérie, on se rend compte que sa seule victoire en Supercoupe d'Algérie, fut remportée en qualité de vainqueur de la Coupe d'Algérie, ce qui est extraordinaire.
Par opposition, toutes ses défaites en finales furent en tant que championne en titre d'Algérie, pour le moment.